# Liste des guerres de l'Ukraine
Cette liste regroupe les guerres et conflits ayant vu la participation de l'Ukraine. Voici une légende facilitant la lecture de l'issue des guerres ci-dessous :
- Victoire ukrainienne
- Défaite ukrainienne
- Autre résultat (par exemple un traité ou une paix sans un résultat clair, un statu quo ante bellum, un résultat inconnu ou indécis)
- Conflit en cours

## République populaire ukrainienne
| Début           | Fin              | Nom du conflit                   | Belligérants                                                                                    | Belligérants             | Lieu              | Issue                                                                        |
| Début           | Fin              | Nom du conflit                   | Alliés (y compris l'Ukraine)                                                                    | Ennemis                  | Lieu              | Issue                                                                        |
| --------------- | ---------------- | -------------------------------- | ----------------------------------------------------------------------------------------------- | ------------------------ | ----------------- | ---------------------------------------------------------------------------- |
| 8 Novembre 1917 | 17 Novembre 1921 | Guerre soviéto-ukrainienne       | République populaire ukrainienne Armée ukrainienne de Galicie Armées blanches                   | Union soviétique         | Ukraine           | Victoire soviétique La république socialiste soviétique d'Ukraine est créée. |
| avril 1918      | 29 avril 1918    | Coup d'État de Pavlo Skoropadsky | Rada Centrale                                                                                   | Pavlo Skoropadsky        | Ukraine           | Succès du coup d'État                                                        |
| 1918            | 1919             | Guerre polono-ukrainienne        | République populaire d'Ukraine occidentale                                                      | Pologne                  | Galicie           | Victoire polonaise                                                           |
| décembre 1918   | 14 décembre 1918 | Révolte contre l'Hetmanat        | Directoire d'Ukraine Unité des fusiliers de la Sitch Ukraine Libertaire                         | Hetmanat Armées blanches | Kiev              | Victoire du directoire                                                       |
| 7 janvier 1919  | 8 janvier 1919   | Révolte hutsule                  | République Hutsule                                                                              | Hongrie                  | Ukraine, Carpates | Victoire hupsule Création de la république d'Hupsule                         |
| 1919            | 1920             | Guerre soviéto-polonaise         | Pologne République populaire ukrainienne République populaire biélorusse République de Lettonie | Union soviétique         | Europe de l'est   | Victoire polonaise                                                           |

## Ukraine subcarpathique
| Début        | Fin          | Nom du conflit                                      | Belligérants                           | Belligérants       | Lieu                    | Issue                                                                      |
| Début        | Fin          | Nom du conflit                                      | Alliés (y compris l'Ukraine)           | Ennemis            | Lieu                    | Issue                                                                      |
| ------------ | ------------ | --------------------------------------------------- | -------------------------------------- | ------------------ | ----------------------- | -------------------------------------------------------------------------- |
| 13 mars 1939 | 18 mars 1939 | Invasion hongroise de l'Ukraine subcarpathique (en) | Ukraine subcarpathique Tchécoslovaquie | Royaume de Hongrie | Ruthénie subcarpathique | Victoire hongroise Rattachement de la Ruthénie subcarpathique à la Hongrie |

## République d'Ukraine (actuelle)
| Début           | Fin             | Nom du conflit                      | Belligérants                 | Belligérants | Lieu    | Issue                                              |
| Début           | Fin             | Nom du conflit                      | Alliés (y compris l'Ukraine) | Ennemis | Lieu    | Issue                                              |
| --------------- | --------------- | ----------------------------------- | ---------------------------- | --- | ------- | -------------------------------------------------- |
| 26 février 2014 | 28 mars 2014    | Crise de Crimée                     | Ukraine                      | République autonome de Crimée puis République de Crimée Russie                                                                  | Crimée  | Annexion de la Crimée et de Sébastopol à la Russie |
| 6 avril 2014    | 24 février 2022 | Guerre du Donbass                   | Ukraine                      | Union des républiques populaires : République populaire de Donetsk République populaire de Lougansk                             | Donbass | Début de l'invasion de l'Ukraine par la Russie     |
| 24 février 2022 | —               | Invasion de l'Ukraine par la Russie | Ukraine                      | Russie Biélorussie Tchétchénie République populaire de Lougansk (jusqu'en 2022) République populaire de Donetsk (jusqu'en 2022) | Ukraine | en cours                                           |